# 波瓣兜兰
波瓣兜兰（学名：[Paphiopedilum insigne] 错误：{{Lang}}：文本有斜体标记（帮助））为兰科兜兰属下的一个种。